# جيمس دبليو. بريسكوت
جيمس دبليو. بريسكوت (بالإنجليزية: James W. Prescott)‏ هو عالم نفس أمريكي، ولد في 1930.